# محمد أمجد خان نيازي
الأدميرال محمد أمجد خان نيازي ( في اللغة الأردية : محمد أمجد خان نیازی) هو رئيس أركان البحرية الباكستانية . تولى المسؤولية في 7 أكتوبر 2020.

## الحياة المهنية
تم تكليف أمجد خان نيازي بفرع العمليات في البحرية الباكستانية عام 1985 ، وفاز أيضًا بسيف الشرف عند الانتهاء من التدريب الأولي في الأكاديمية البحرية الباكستانية في كراتشي.
تشمل تعييناته في القيادة قائد الأسطول الباكستاني، وقائد السرب المدمر الثامن عشر، وقائد الكلية الحربية الباكستانية / قائد وسط البنجاب، لاهور. 

## رئيس أركان البحرية
في 7 أكتوبر 2020 ، عين الرئيس الباكستاني عارف علوي ، أمجد خان نيازي رئيسًا لأركان البحرية الباكستانية.